# هنرييت والتر
هنرييت والتر (بالفرنسية: Henriette Walter)‏ (و. 1929  م) هي لغوية، وأستاذة جامعة، ومُدرسة فرنسية، ولدت في صفاقس.

## مناصب
تولت منصب رئيس مجلس الإدارة
.

## التعليم
تعلمت في جامعة باريس 5 - ديكارت، وتحصلت منها على شهادة الدكتوراه الوطنية (حتى 1975)، وتعلمت في جامعة باريس
.

## جوائز
حصلت على جوائز منها:
- وسام جوقة الشرف من رتبة فارس
- نيشان الفنون والآداب من رتبة قائد
- Prix d'Académie  [لغات أخرى]‏